# Williamsburg, Kansas
Williamsburg är en ort i Franklin County i Kansas. Vid 2020 års folkräkning hade Williamsburg 390 invånare.